# نیکولای کوروتکوف
نیکولای سرگویچ کوروتکوف (به روسی: Николай Серге́евич Коротков) (زاده ۱۸۷۴ - درگذشته ۱۹۲۰)، جرّاح روسی و از پیشگامان جراحی عروق در قرن بیستم بود. همچنین او مخترع تکنیک شنوایی اندازه‌گیری فشارخون است.

## زندگی‌نامه
نیکولای کوروتکوف در خانواده‌ای بازرگان در شهر کورسک در ۲۶ فوریه ۱۸۷۴ به دنیا آمد. در ۱۸۹۳ از مدرسه عالی کورسک و در ۱۸۹۸ از دانشگاه پزشکی مسکو فارغ التحصیل شد. پس از آن (با درجه معادل رزیدنسی امروز)در دپارتمان جراحی مسکو مشغول به فعالیت کرد.
با شورش مشتزن‌ها در چین در سال ۱۹۰۰، از طرف دانشگاه به خدمت ارتش روسیه در آمد. او به عنوان پزشک صلیب سرخ به خاور دور فرستاده شد. در ۱۹۰۲، کوروتکوف دوره رزیدنسی را به پایان رساند و در آکادمی پزشکی ارتش در سن‌پترزبورگ به سرپرستی پروفسور سِرگی فِدوروف به عنوان مربی شروع به کار کرد. در طی جنگ روسیه و ژاپن (۱۹۰۴ تا ۱۹۰۵)در هاربین، شمال شرقی چین به عنوان پزشک در بیمارستان‌های مختلفی مشغول به کار بود و از ۱۹۰۸ تا ۱۹۰۹، به عنوان پزشک در سیبری کار می‌کرد.
در ۱۹۰۵، کوروتکوف روش جدیدی را برای اندازه‌گیری فشار خون انسان بسط داد. این روش شنوایی بعدها در رساله او با نام «آزمایش‌هایی برای تشخیص قدرت جانبی شریانی» برای کسب درجه تخصصی دکتری مطرح شد.
این رساله در ۱۹۱۰ به انجمن علمی آکادمی پزشکی ارتش ارائه شد. اساتیدی که این رساله را بازبینی می‌کردند متفق‌القول شدند که کار علمی کوروتکوف کشف مهمی است، و زمنیه‌ی تشخیص بیماریهای قلب و عروق را متحول کرد. طی جنگ جهانی اول، کوروتکوف در بیمارستان نظامی در شهر تسارسکویه-سلو روسیه کار می‌کرد. پس از انقلاب روسیه در ۱۹۱۷، او پزشک ارشد در بیمارستان متچنیکوف سن‌پترزبورگ و بعدها پزشک ارشد بیمارستان سن‌پترزبورگ کوچه زاگورودنی بود. کوروتکوف در ۱۹۲۰ در گذشت. علت مرگ او نامعلوم است.